# 蒂蒂拉火山
蒂蒂拉火山是俄羅斯的火山，屬於中部山脈的一部分，位於堪察加半島北部，海拔高度1,559米，該火山估計在更新世後期形成，最近一次火山噴發在公元前550年左右發生。